# 压缩空气

氣動電路。

压缩空气（compressed air）通常指压强大于一个标准大气压的空气。最常见的压缩空气是在工业生产中由空压机产生的。工業過程中傳遞能量的重要介質，压缩空气作为动力源广泛的应用于机械制造、化工、纺织、冶金等工业生产领域中，操作氣缸以實現自動化，還可用於推動車輛。壓縮空氣煞車使大型鐵路列車運行更安全、更有效率。大型公路車輛上也配備了壓縮空氣煞車，汽車輪胎和減震器中的壓縮空氣通常用於提高牽引力和減少振動。被认为是仅次于电力的第二动力源。
水下潛水員使用壓縮空氣作為呼吸氣體。它可以由潛水員攜帶在高壓潛水氣瓶中，或透過空氣管線或潛水員的臍帶從低壓表面供應。類似的裝置也用於危險環境中消防員、礦場救援人員和工業工人使用的呼吸器。

## 呼吸

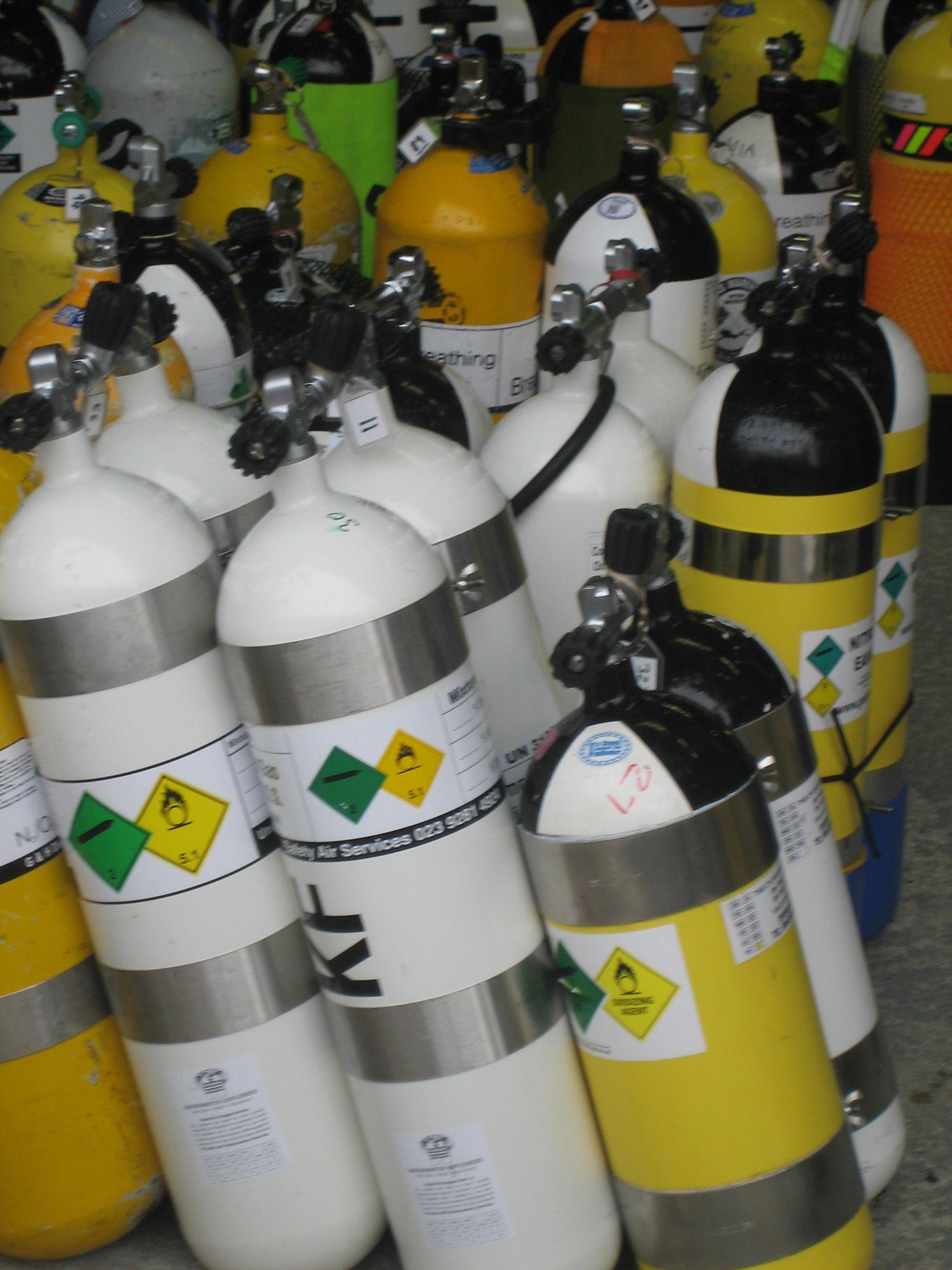
用於儲存壓縮空氣或其他用於水下潛水的呼吸氣體的潛水氣瓶

呼吸空氣可以高壓儲存，並在需要時逐漸釋放，例如水肺潛水和自給式呼吸器（SCBA）或消防員和工業工人使用；也可以連續生產以滿足要求，例如水面供氣潛水。呼吸空氣必須不含油和其他污染物；例如，微量體積分數的一氧化碳在正常大氣壓力下可能不危險，但在呼吸加壓空氣時，由於氣體分壓相對升高，可能會產生致命的後果。用於呼吸空氣的空氣壓縮機、過濾器和供應系統通常不用於氣動工具或其他用途，因為空氣品質要求不同。
建造橋樑或其他建築物地基的工人可能會在一個稱為沉箱的加壓容器中工作，沉箱透過向容器的底部注入加壓空氣來防止水進入。早在 17 世紀就知道，潛水鐘中的工人會呼吸困難並有窒息的危險，將新鮮空氣釋放到鐘中可以緩解這種症狀。這些工人在返回水面時也會出現疼痛和其他症狀，因為壓力會減輕。 1691 年，丹尼斯·帕潘建議，如果將來自水面的新鮮空氣不斷壓入鐘中，可以延長在潛水鐘中的工作時間。到了 19 世紀，沉箱已經常用於土木工程，但工人們返回水面後會出現嚴重的、有時甚至是致命的症狀，這種綜合症稱為沉箱病或減壓病。在布魯克林大橋和伊茲大橋等計畫中，許多工人死於這種疾病，直到 19 世紀 90 年代人們才明白，工人必須緩慢減壓，以防止組織中形成危險的氣泡。
中等高壓空氣，例如潛水深度約20（70英尺）以下時所使用的空氣，對神經系統有增強的麻醉作用。氮氣麻醉在潛水時是一種危險。潛水深度遠超過30（100英尺），單獨使用空氣的安全性較低，通常會使用含氦氣的特殊呼吸混合氣。
在陸基應用中，SCBA、UEBSS（美國）和EBBS（歐盟）為危險環境中的緊急應變人員、產業工人和軍事人員提供可呼吸的空氣。這些設備使用壓縮空氣瓶為佩戴者提供清潔空氣，確保在缺氧或受污染環境中的安全。為了提高操作安全性和效率，Kee Connections Buddy Breather 耦合器允許使用者在緊急情況下共享空氣。此耦合系統使消防員或其他 SCBA 使用者能夠連接他們的呼吸器，在需要時提供救生空氣支援。這些創新有助於提高高風險條件下的生存能力和團隊合作能力。

## 用途
壓縮空氣在工業領域的應用非常廣泛，通常被視為繼電力、天然氣和水之後的第四大能源。然而，以單位能量計算，壓縮空氣的成本高於其他三種能源。
壓縮空氣有多種用途，包括：
- 氣動，利用加壓氣體做功
  - 氣動郵局，使用膠囊透過管道運送紙張和小件物品。
  - 氣動工具
  - HVAC控制系統
  - 噴漆
- 車輛推進（請參閱 壓縮空氣車輛）
- 能量儲存（參見 壓縮空氣能量儲存）
- 娛樂 – 遊樂園、高爾夫球場（灑水系統）、飯店電梯、滑雪勝地（造雪）
- 空氣煞車器，包括：
  - 鐵路煞車系統
  - 道路車輛煞車系統
- 水下潛水，用於呼吸、給浮力補償裝置和起重袋充氣以及用於氣升疏浚
- 使用渦流管製冷
- 引擎空氣啟動系統
- 彈藥推進方式：
  - 氣槍
  - 氣槍裝備
  - 漆彈裝備
- 清潔狹小空間內的灰塵和小碎屑
- 噴砂去除腐蝕產物和塗層
- 射出成型
- 鐵路模型愛好者和其他愛好者使用噴槍為汽車、輪船、飛機和火車進行噴漆和風化
- 食品和飲料封蓋與發酵[8]
- 來自挪威呂瑟峽灣/佈道台的壓縮空氣以罐裝形式出售，主要銷往中國。[9]

## 壓縮空氣系統的能源成本
關於營運成本，需要注意的是，壓縮空氣在總能源成本中佔了相當大的比重。粗略估計，每產生1千瓦的功率，就需要消耗8千瓦的電力。此外，考慮到壓縮空氣系統的生命週期（約10-15年），總成本可以分解如下：
- 70–75％: 能源成本
- 15–20%: 壓縮機、配件、管道和安裝成本
- 10%: 維護成本

## 系統設計
壓縮機房必須配備通風系統，以排除壓縮機產生的廢熱。

### 去除水和油蒸氣
當大氣壓力下的空氣被壓縮時，其所含的水蒸氣量遠高於高壓空氣所能容納的量。相對濕度由水的性質決定，不受氣壓影響。壓縮空氣冷卻後，氣化的水會變成液化水。
在空氣離開壓縮機時進行冷卻，可以在空氣進入管道之前帶走大部分水分。後冷卻器、儲水槽等可以幫助壓縮空氣冷卻至40 °C（104 °F）；此時，三分之二的水分會變成液體。

壓縮空氣分配系統需要管理過多的水分。系統設計人員必須確保管道保持坡度，以防止水分在管道系統低處積聚。大型系統的多個位置可以安裝排水閥，以便排出積水。管道總管的龍頭可以設置在管道頂部，這樣水分就不會被帶入輸送設備的分支管道。管道尺寸的選擇應避免在高峰需求時，由於直管內流速過快，]或管件處出現湍流，造成管道系統能量損失過多。